# مجموعة بورصات لندن

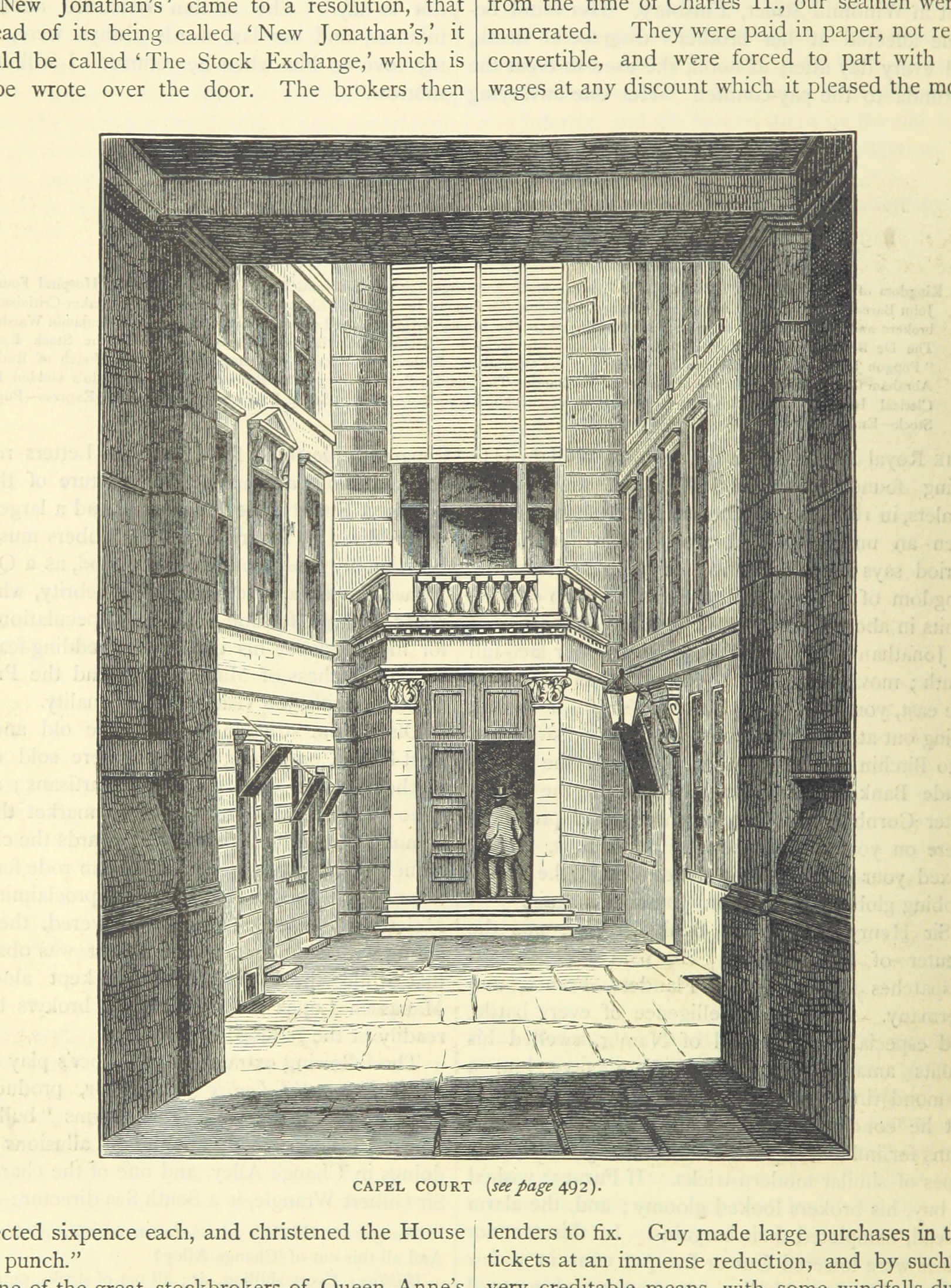
بورصة لندن، كابل كورت ، قيد الاستخدام من 1802 إلى 1972

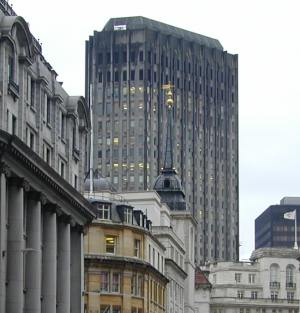
المباني السابقة في شارع ثريدنيدل ، قيد الاستخدام من 1972 إلى 2004

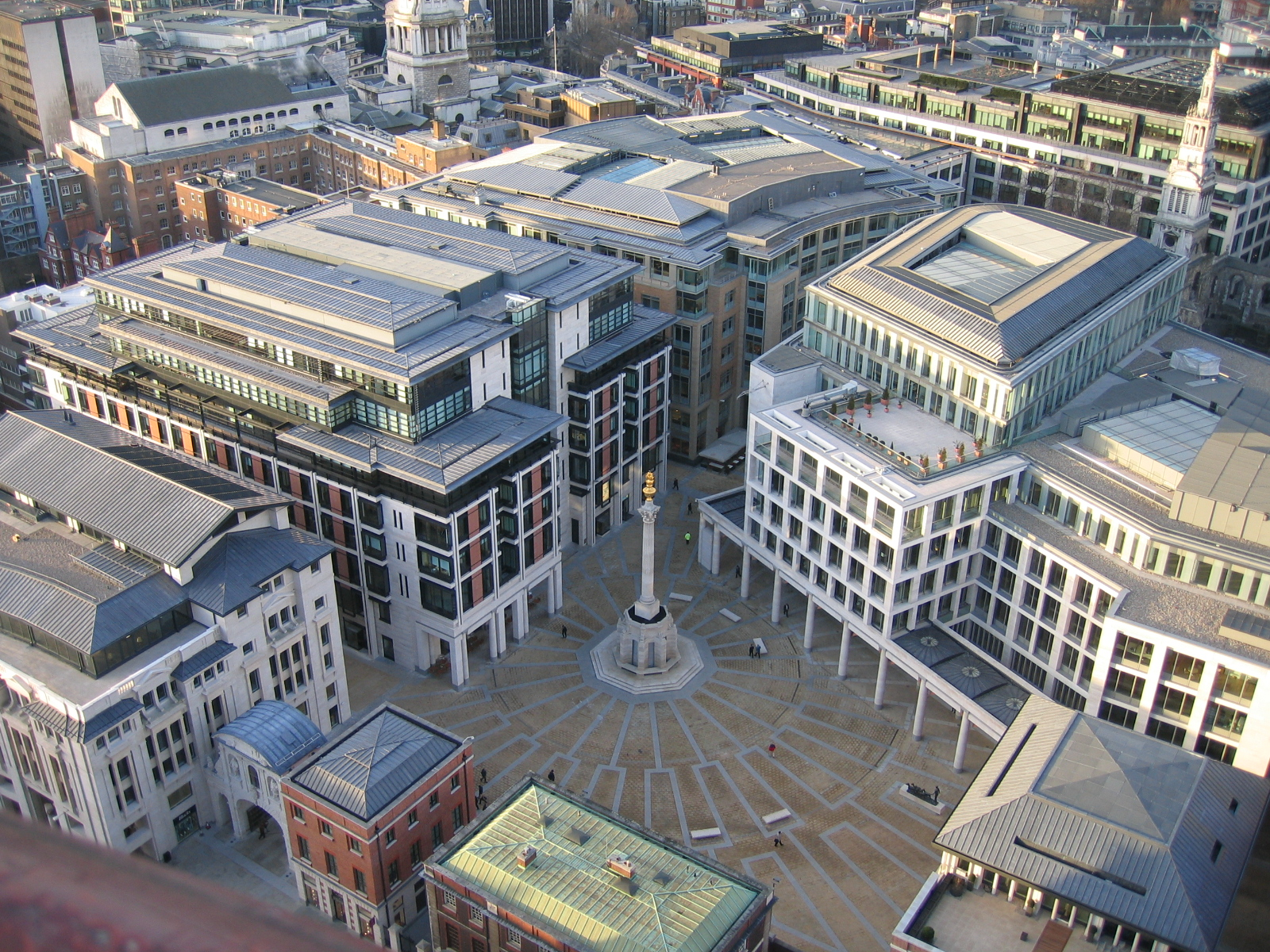
ساحة باترنوستر احتلت مجموعة بورصة لندن المبنى الذي يشغل الجزء الأكبر من الجانب الأيمن من هذه الصورة منذ عام 2004

مجموعة بورصات لندن هي شركة بريطانية للأوراق المالية والمعلومات المالية. يقع مقرها الرئيسي في لندن بالمملكة المتحدة. وهي مدرجة في بورصة لندن، وكذلك البورصة الإيطالية، وإس إي جي تكنولوجي، ومؤشرات روسيل، وأف تي إس إي الدولية، وحصص الأغلبية في سي إتش وأم تي إس.

## الشركات التابعة الرئيسية
فيما يلي فروعها الرئيسية:
|                                  | النشاط الرئيسي                                | البلد                      | ٪ الأسهم والأصوات التي أجريت |
| -------------------------------- | --------------------------------------------- | -------------------------- | ---------------------------- |
| تحتفظ بها الشركة مباشرة:         |                                               |                            |                              |
| بورصة لندن                       | تبادل الاستثمار المعترف به                    | المملكة المتحدة            | 100                          |
| تحتفظ بها الشركة بشكل غير مباشر: |                                               |                            |                              |
| بيت لخدمات السوق                 | خدمات معلومات البيع بالتجزئة وتكنولوجيا السوق | إيطاليا                    | 99.99                        |
| البورصة الإيطالية                | تبادل الاستثمار المعترف به                    | إيطاليا                    | 99.99                        |
| غرفة المقاصة والضمان             | خدمات CCP                                     | إيطاليا                    | 99.99                        |
| فوتسي الدولية                    | مزود مؤشرات السوق                             | المملكة المتحدة            | 100                          |
| إل سي إتش                        | خدمات CCP                                     | المملكة المتحدة            | 82.60                        |
| مونتي تيتولي                     | خدمات قبل التسوية والتسوية والحضانة المركزية  | إيطاليا                    | 98.86                        |
| إل إس إي جي للتكنولوجيا          | مزود حلول تكنولوجيا المعلومات                 | سيريلانكا                  | 100                          |
| إم تي إس                         | سندات الدخل الثابت                            | إيطاليا                    | 60.36                        |
| تروكوز العالمية القابضة          | منشأة تجارية متعددة الأطراف                   | المملكة المتحدة            | 51.36                        |
| شركة فرانك راسل                  | مدير الأصول العالمي ومؤشر الأعمال             | الولايات المتحدة الأمريكية | 100                          |